# Stanisław Antoni Trzciński
Stanisław Antoni Trzciński z Trzcinnika herbu Ślepowron (zm. w 1760) – chorąży lubelski w latach 1758–1760, chorąży urzędowski w latach 1744–1758, skarbnik łukowski w latach 1741–1744, komornik lubelski.
Poseł na sejm 1758 roku z województwa lubelskiego.